# Fungívoro

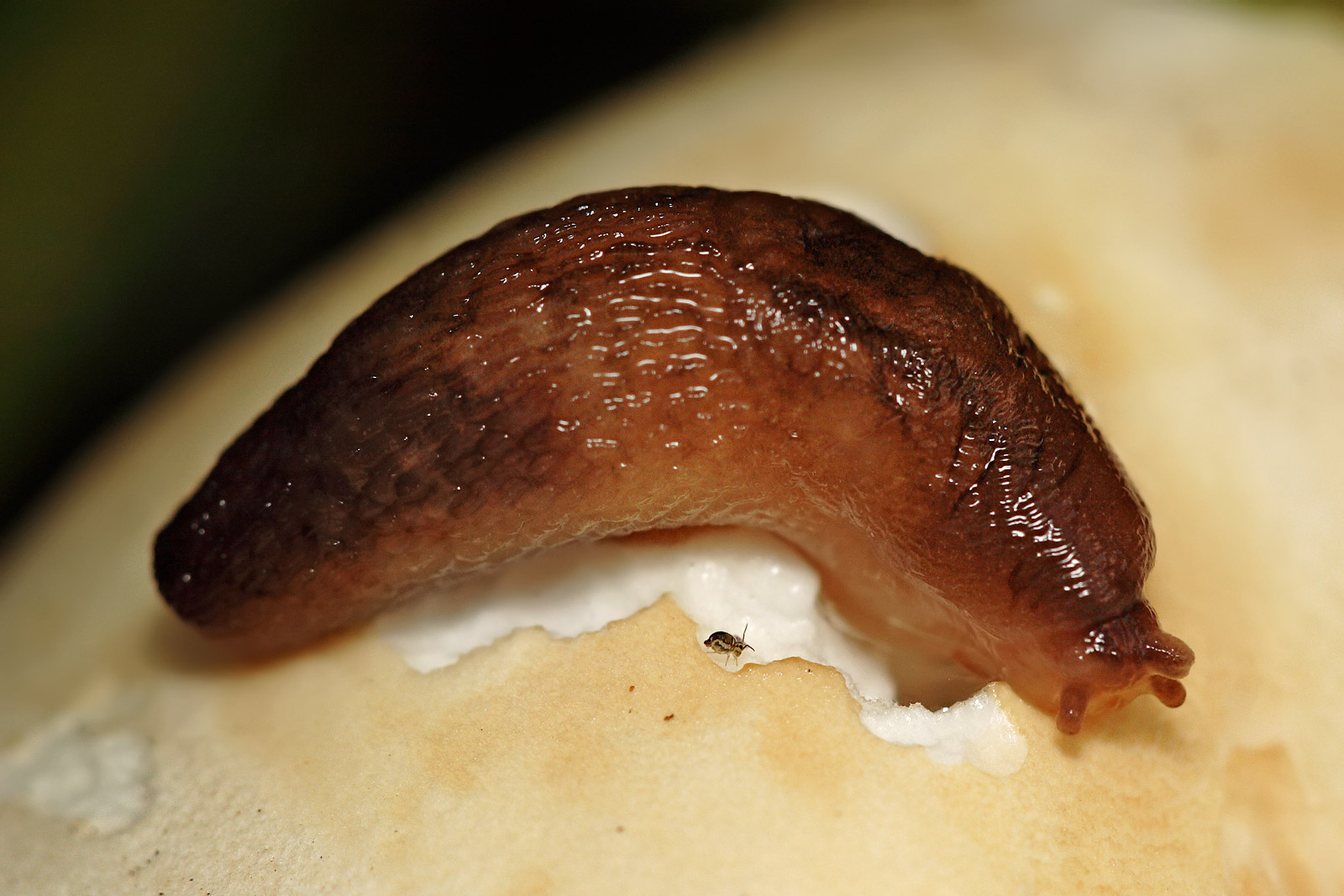
Uma lesma (Lehmannia nyctelia) alimentando-se num cogumelo

Um fungívoro ou micófago é um animal que se alimenta sobretudo ou exclusivamente de membros do reino Fungi. A fungivoria é um tipo de predação, e é uma parte importante da rede alimentar do solo. Contudo, alguns animais que são estritamente herbívoros, como os Vombatidae, consumirão fungos se eles estiverem disponíveis.
Os fungos são famosos pelos seus venenos para evitarem que os animais se alimentem deles: ainda hoje os humanos morrem por comerem fungos venenosos. Uma consequência natural deste facto é a virtual inexistência de fungívoros vertebrados obrigatórios. Um dos poucos fungívoros existentes é Glaucomys sabrinus, um esquilo, mas crê-se que no passado existiam numerosos vertebrados fungívoros e que o desenvolvimento de toxinas diminui grandemente o seu número e forçou estas espécies a abandonar os fungos ou a diversificarem a sua alimentação. Embora alguns macacos ainda ingiram fungos actualmente, não existem primatas completamente fungívoros, ainda que a sua dentição esteja bem adaptada para comer fungos.
Exemplos de fungívoros:
- Athoracophorus bitentaculatus - uma lesma
- Acariformes - ácaros
- Anisopodidae - moscas
- Bibionomorpha - moscas (apenas larvas)
- Nemátode entomopatogénico - nemátodes
- Potoroidae - marsupial
- Platypezidae - moscas
- Tydeidae - ácaros
- Zopherinae - escaravelhos
- Attini - formigas agricultoras